# Mazingarbe

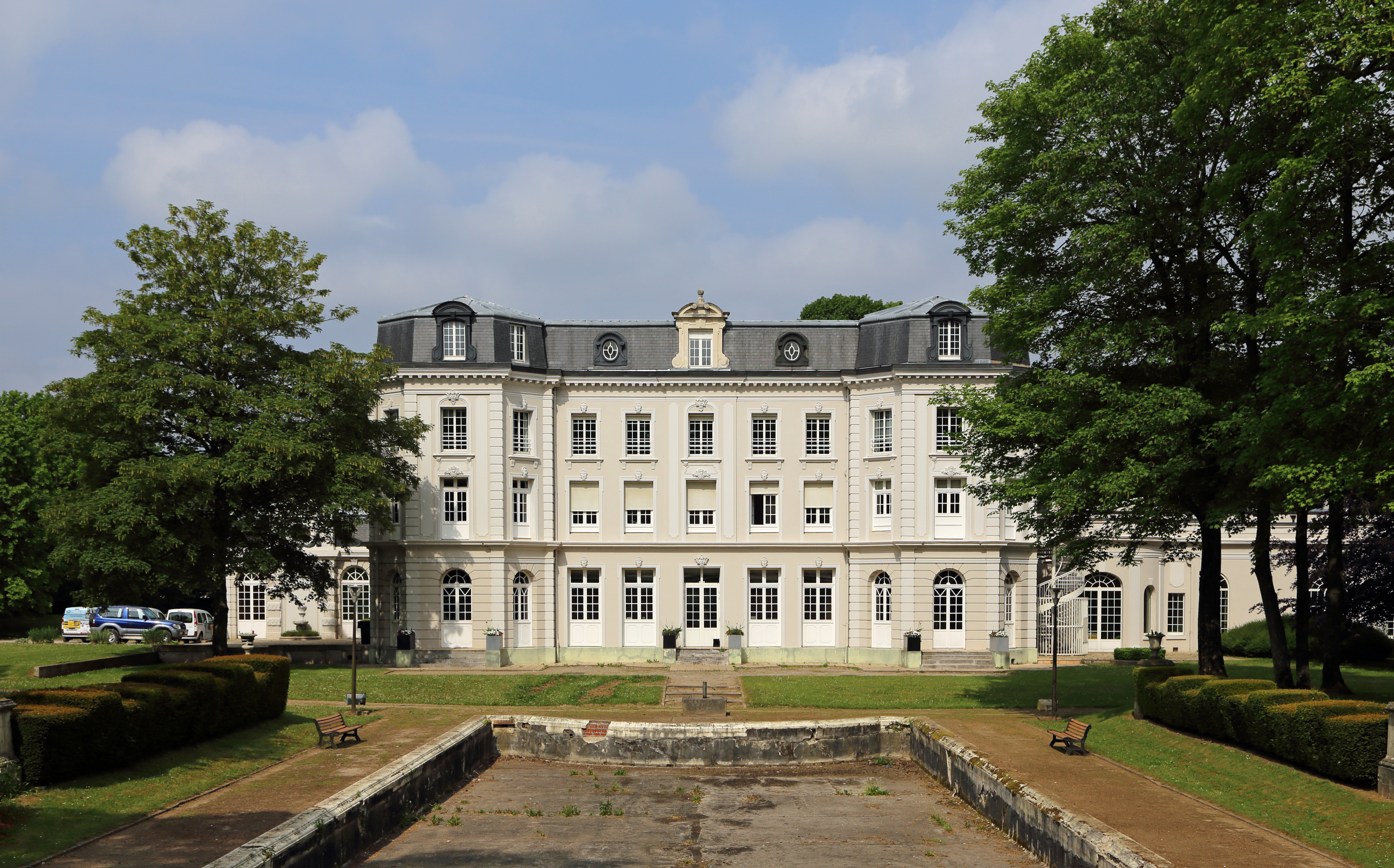
Das Rathaus von Mazingarbe im ehemaligen Château Mercier

Mazingarbe (ndl.: "Mazengarve") ist eine französische Gemeinde mit 8.164 Einwohnern (Stand 1. Januar 2022) im Département Pas-de-Calais in der Region Hauts-de-France. Sie gehört zum Kanton Bully-les-Mines im Arrondissement Lens. Der Ort ist auch Teil der Communauté d’agglomération de Lens-Liévin, einer Agglomeration aus 36 Gemeinden mit rund 250.000 Einwohnern.

## Geografie
Mazingarbe liegt in La Gohelle, im nordöstlichen Teil des Flachlandes um Lens zwischen den Hügeln von Artois und dem Bas-Pays, der Tiefebene nördlich. Zwei kleine Täler durchziehen das Stadtgebiet, das eine, Le Marais de Bray, am Westrand, das zweite das Tal des in Nord-Süd-Richtung fließenden Baches Surgeon, der hier jedoch teilweise unterirdisch verläuft.

## Geschichte
Das Gebiet des heutigen Mazingarbe wurde erstmals im 4. Jahrtausend v. Chr. besiedelt. Jungsteinzeitliche Bauern bauten Getreide an und züchteten Schafe, Schweine und Rinder. Aus dieser Epoche wurden zahlreiche bearbeitete Feuersteine gefunden.

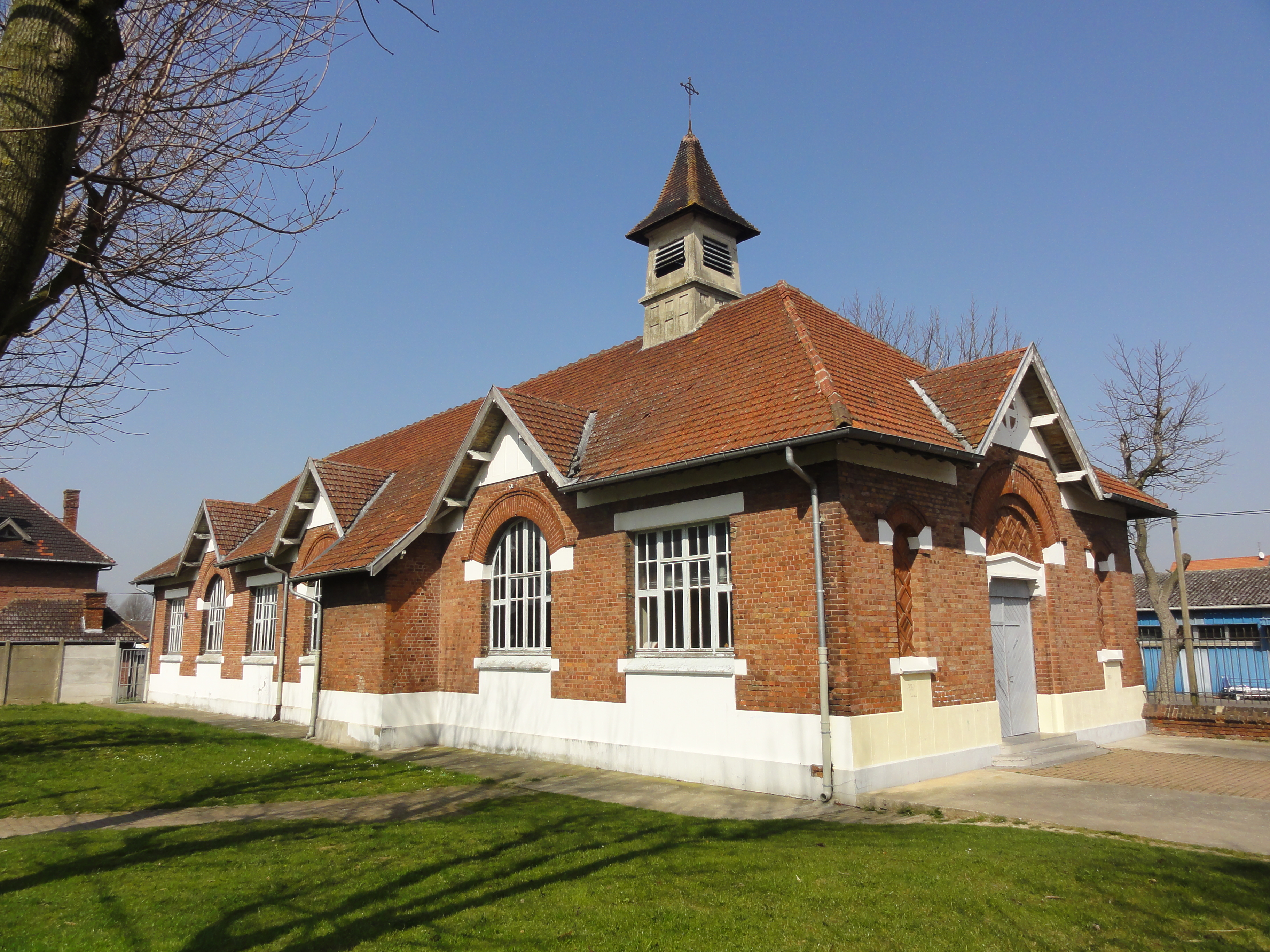
Geburtskirche (Église de la Nativité)

Bei mehreren Ausgrabungen fand man Gebrauchsgegenstände wie Töpferwaren und Tonziegel sowie Werkzeuge und Schmuck aus gallischer Zeit; auch Knochenfunde belegen eine Besiedlung um die Zeitenwende mit einem größeren bewirtschafteten Anwesen (Villa rustica) am Le Marais de Bray. Dieser gallo-römische Bauernhof wurde durch ein Feuer in der zweiten Hälfte des 3. Jahrhunderts zerstört.
Im Jahr 1046 wird die Siedlung erstmals urkundlich erwähnt. Balduin V., Graf von Flandern, bestätigte der Abtei von Marchiennes den Besitz einer Villa von Mazengarba. Diese und ihre Ländereien blieben bis zur Revolution Eigentum des Benediktinerklosters. In dieser Zeit lebten die Menschen in Mazingarbe fast ausschließlich von der Landwirtschaft. Bis 1790 war es auf 328 Einwohner angewachsen.
Um 1850 hielt der Bergbau im Pas-de-Calais Einzug. Als 1859 der erste Schacht des Kohlebergwerks in Mazingarbe eröffnet wurde, lag die Zahl der Einwohner bei 800. 1876 und 1877 kamen zwei weitere Schächte dazu. Mit dem Wachsen der Industrie wuchs die Einwohnerschaft, und in Mazingarbe wurden Zuwanderer aus Belgien, aus Italien und vor allem aus Polen heimisch. Aus einer zur Jahrhundertwende eröffneten Fabrik zur Weiterverarbeitung der Steinkohle wurde im Laufe der Zeit ein Zentrum der chemischen Industrie. 
Während der Grande Guerre erlitt Mazingarbe schwere Schäden; die Front verlief nur zwei Kilometer vom Ort entfernt. Im Zweiten Weltkrieg waren die Fabriken Ziel von Bomben; durch einen Fliegerangriff wurden in der Siedlung Brebis 27 Menschen getötet.